# تروبوسفير

طبقات الغلاف الجوي

الغلاف الجوي السفلي أو الطبقة الجوية السفلى أو الطبقة الجوية الأدنى أو النطاق السفلي أو المتكور الدوار أو التروبوسفير هي الطبقة الجوية الملاصقة للأرض، وتدخل فيها كل المرتفعات التي فوق سطح الأرض بما في ذلك أعلى قمم الجبال. هي الطبقة الأولي من طبقات الجو وأقربها إلى الأرض. ترتفع حوالي 8 كلم عند القطبين و 17 كلم عند المناطق الاستوائية، وهي أكثف الطبقات وتحتوي على 80% من الكتلة الهوائية، تنخفض فيها درجة الحرارة بمعدل 6°بكل 1000متر.وتعرف اضطرابات الجوية كالسحاب والرياح. يفصل ما بين التربوسفير والطبقة التي تليها فاصل أو حد يسمى التروبوبوز تصل فيه درجة الحرارة إلى -80 °C في المناطق الاستوائية و -50 °C في المناطق القطبية.وهذه الطبقة يتركز فيها نحو 75% من وزن الغلاف الجوي بسبب الجاذبية الأرضية والثثاقل والضغط الجوي وهي طبقة غير منتظمة السمك، تنتهي بفاصل إسمه (التروبويوز) يتدرج ارتفاعه من فوق القطبين إذ يبلغ ارتفاعه نحو 9 كيلومترات، ويتدرج هذا الارتفاع كي يصل إلى نحو 18 كيلومتر فوق خط الاستواء ويتغير ارتفاع هذا الفاصل خلال فصول العام فيزيد في الصيف ويقل في الشتاء.
ويتراوح ارتفاع هذه الطبقة بين 8 و 15 كيلومترا وهذه الطبقة يرجع إليها التغيرات الجوية التي تظهر على الأرض.

## سمات الطبقة
- تقل درجة الحرارة كلما زاد الارتفاع عن سطح الأرض بمعدل ثابت هو درجة واحدة لكل 150مترا
- تحتوي هذه الطبقة على معظم بخار الماء والأكسجين وثاني أكسيد الكربون
- تنخفض درجة الحرارة في هذه الطبقة كلما اتجهنا إلي أحد القطبين وتزيد في خط الإستواء.